# Sd.Kfz. 251/1 Wurfrahmen 40
Il Sd.Kfz. 251/1 Wurfrahmen 40 fu uno dei primi lanciarazzi multipli tedeschi durante la seconda guerra mondiale: si trattava di un normale trasporto truppe Sd.Kfz. 251 armato con un due tipi di razzi dalle diverse dimensioni e soprannominato Stuka zu Fuss ("Stuka a piedi").

## Descrizione

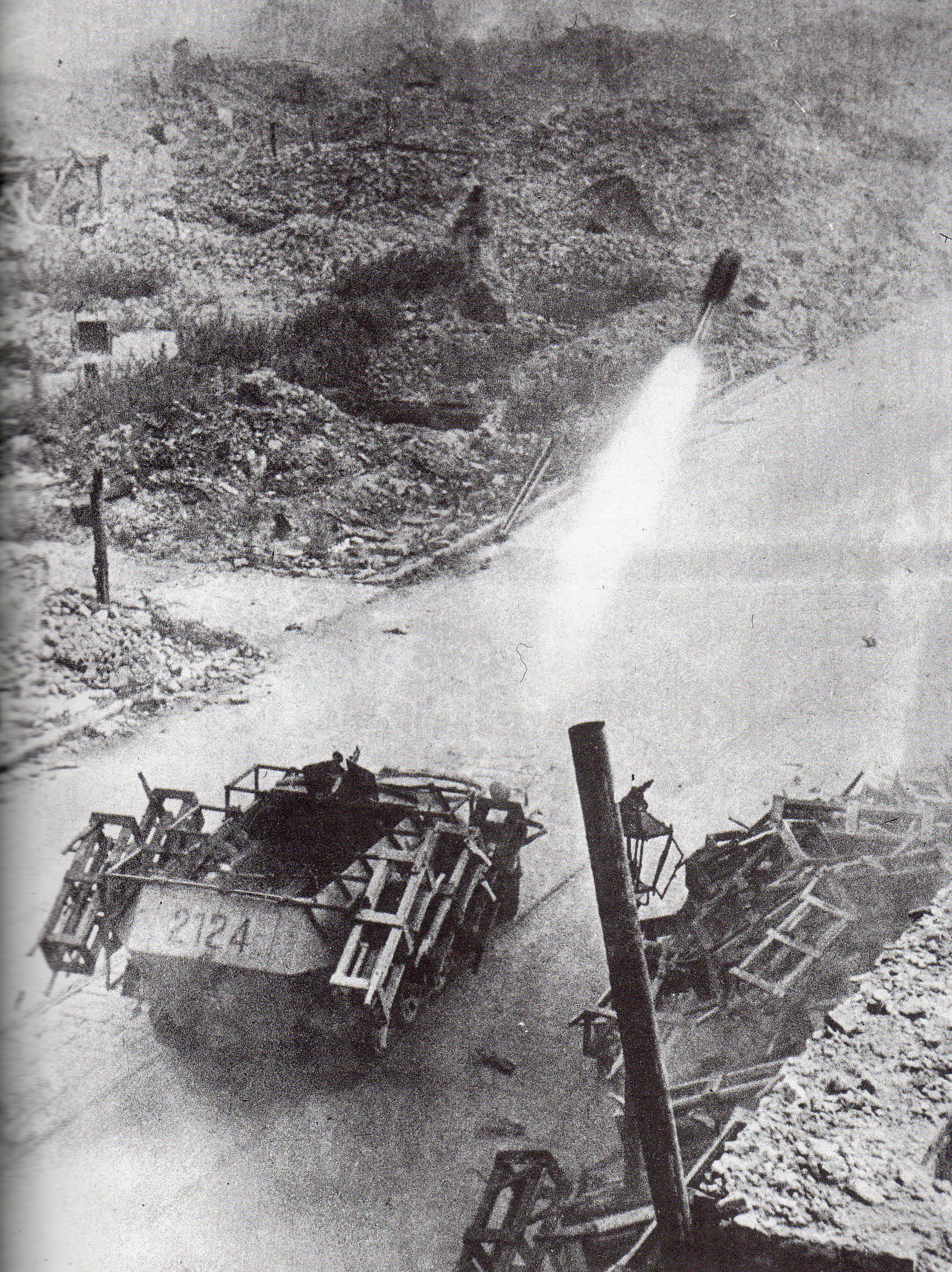
Sd.Kfz. 251/1 Wurfrahmen in azione contro le posizioni polacche durante la rivolta di Varsavia.

Il Wurfrahmen entrò in servizio nel 1940, in risposta ai primi sistemi lanciarazzi francesi e russi.
Furono montati 3 comparti appositi per ogni lato del veicolo semicingolato, contenenti ognuno un razzo; i razzi che fungevano da armamento erano di due differenti dimensioni:
- il Wurfkorper Spreng, razzo ad alto esplosivo da 28 cm.
- il Wurfkorper M F1 50, razzo da 32 cm con una testata incendiaria liquida.

Questo sistema lanciarazzi, era rozzo e impreciso, e dalla scarsa propulsione, capace di una gittata massima di 2000 m, e un sistema di puntamento che consisteva semplicemente di allineare il veicolo al bersaglio.
Ma al contempo si dimostrò efficace in azione e soprattutto nel combattimento urbano, anche se impreciso, la quantità di fuoco era distruttiva e massiccia, fattore che sconquassava le linee nemiche.
Il Wurfrahmen era solito operare a supporto delle unità Panzer.
Altri mezzi simili furono il francese Renault UE, tankette impiegato anche come rudimentale lanciarazzi (Selbstfahrlafette für 28/32 cm Wurfrahmen auf Infanterie-Schlepper UE(f)), e l'Hotchkiss H35 altro carro leggero francese, che se modificato era in grado di lanciare 4 razzi.